# NGC 2566
NGC 2566 est une galaxie spirale barrée située dans la constellation de la Poupe. NGC 2566 a été découverte par l'astronome germano-britannique William Herschel en 1785.

## Caractéristiques
La classe de luminosité de NGC 2566 est II et elle présente une large raie HI. 

### Distance
Sa vitesse par rapport au fond diffus cosmologique est de 1 898 ± 19 km/s, ce qui correspond à une distance de Hubble de 28,00 ± 1,98 Mpc (∼91,3 millions d'al). 
À ce jour, cinq mesures non basées sur le décalage vers le rouge (redshift) donnent une distance de 10,852 ± 5,776 Mpc (∼35,4 millions d'al), ce qui est à l'extérieur des valeurs de la distance de Hubble. Puisque cette galaxie est relativement rapprochée du Groupe local, il est probable que cette valeur soit plus près de la distance réelle de NGC 2566. Notons que c'est avec la valeur moyenne des mesures indépendantes, lorsqu'elles existent, que la base de données NASA/IPAC calcule le diamètre d'une galaxie.

### Luminosité dans l'infrarouge
La luminosité de la galaxie NGC 2566 dans l'infrarouge lointain (de 40 à 400 µm)  est égale à 2,75 × 1010 {\displaystyle L_{\odot }} (1010,44{\displaystyle L_{\odot }}) et sa luminosité totale dans l'infrarouge (de 8 à 1 000 µm) est de 3,98 × 1010 {\displaystyle L_{\odot }} (1010,60{\displaystyle L_{\odot }}).

### Morphologie

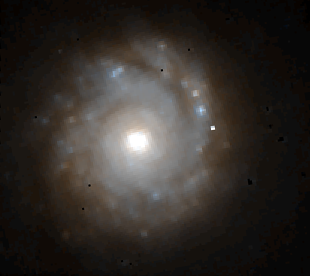
NGC 2566 par le télescope spatial Hubble.

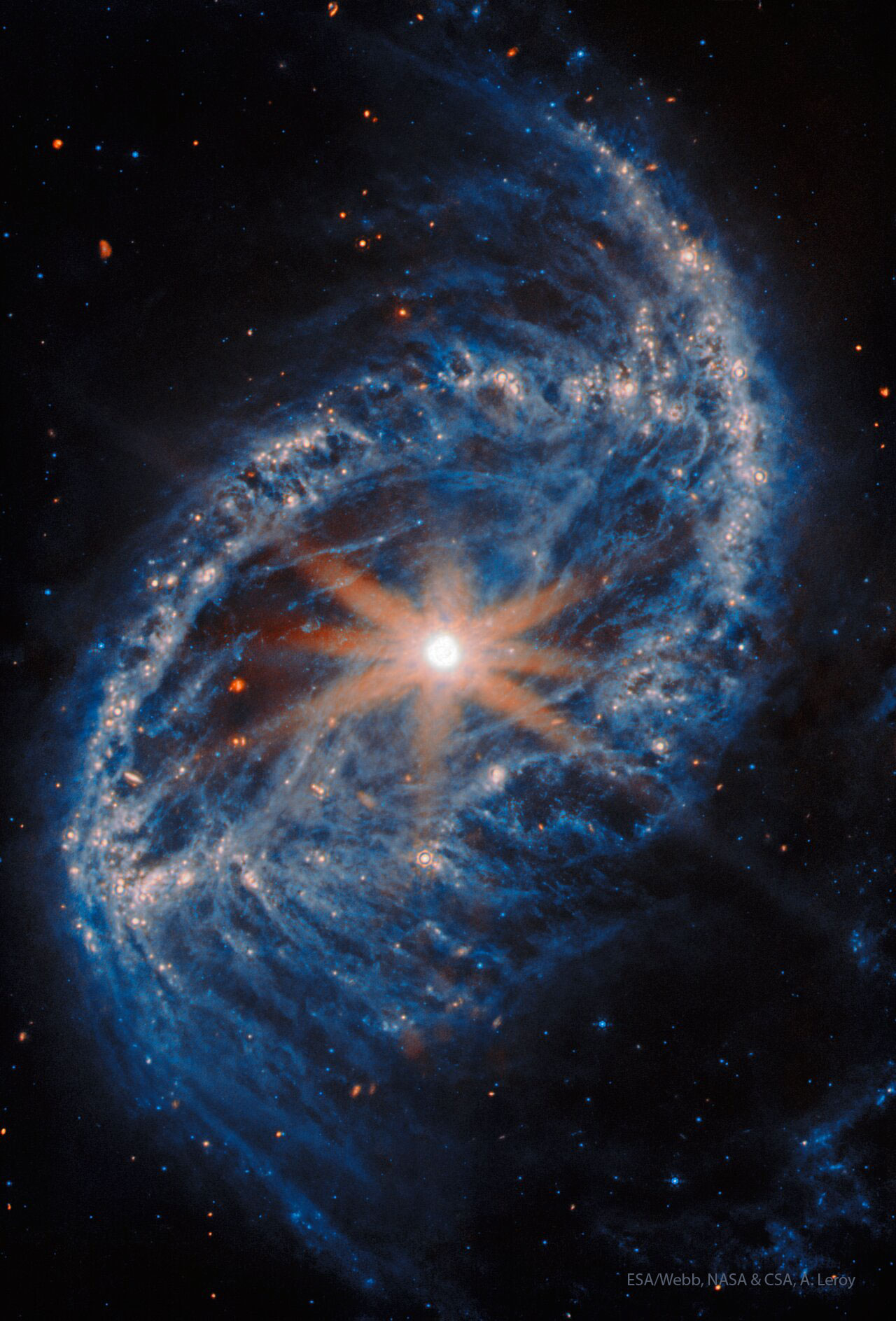
NGC 2566 en infrarouge par le télescope Weeb.

Eskridge, Frogel et Pogge ont publié un article en 2002 décrivant la morphologie de 205 galaxies spirales ou lenticulaires rapprochées. Les observations ont été réalisées dans la bande H de l'infrarouge et dans la bande B (le bleu). Selon Eskridge et ses collègues, NGC 2566 est de type SB(r)ab dans la bande B et  (R)SBa dans la bande H. Le nooyau ponctuel est intégré dans un grand bulbe légèrement elliptique qui est traversé par une longue barre fine brillante. La brillance de surface du disque de NGC 2566 est faible. NGC 2566 présente un anneau externe et des bras étroitement enroulés. L'anneau est irrégulier et bosselé, mais ne présente aucun
nœud brillant évident de formation d'étoiles. L'angle de position du disque est décalé d'environ 30° par rapport à celui de la barre. Les isophotes du disque extérieur semblent décalés par rapport au noyau de la galaxie, mais les irrégularités des images rendre le disque difficile à caractériser.

## Groupe de NGC 2559
NGC 2566 fait partie du petit groupe de trois galaxies de NGC 2559. Les deux autres galaxies du groupe de NGC 2559 sont NGC 2559 et IC 2311.